# Lorenzo Bertelli
Pour les articles homonymes, voir Bertelli.
Lorenzo Bertelli, né le 10 mai 1988 à Milan, est un pilote de rallye italien. Il est le fils de Patrizio Bertelli et de la créatrice de mode Miuccia Prada.

## Biographie

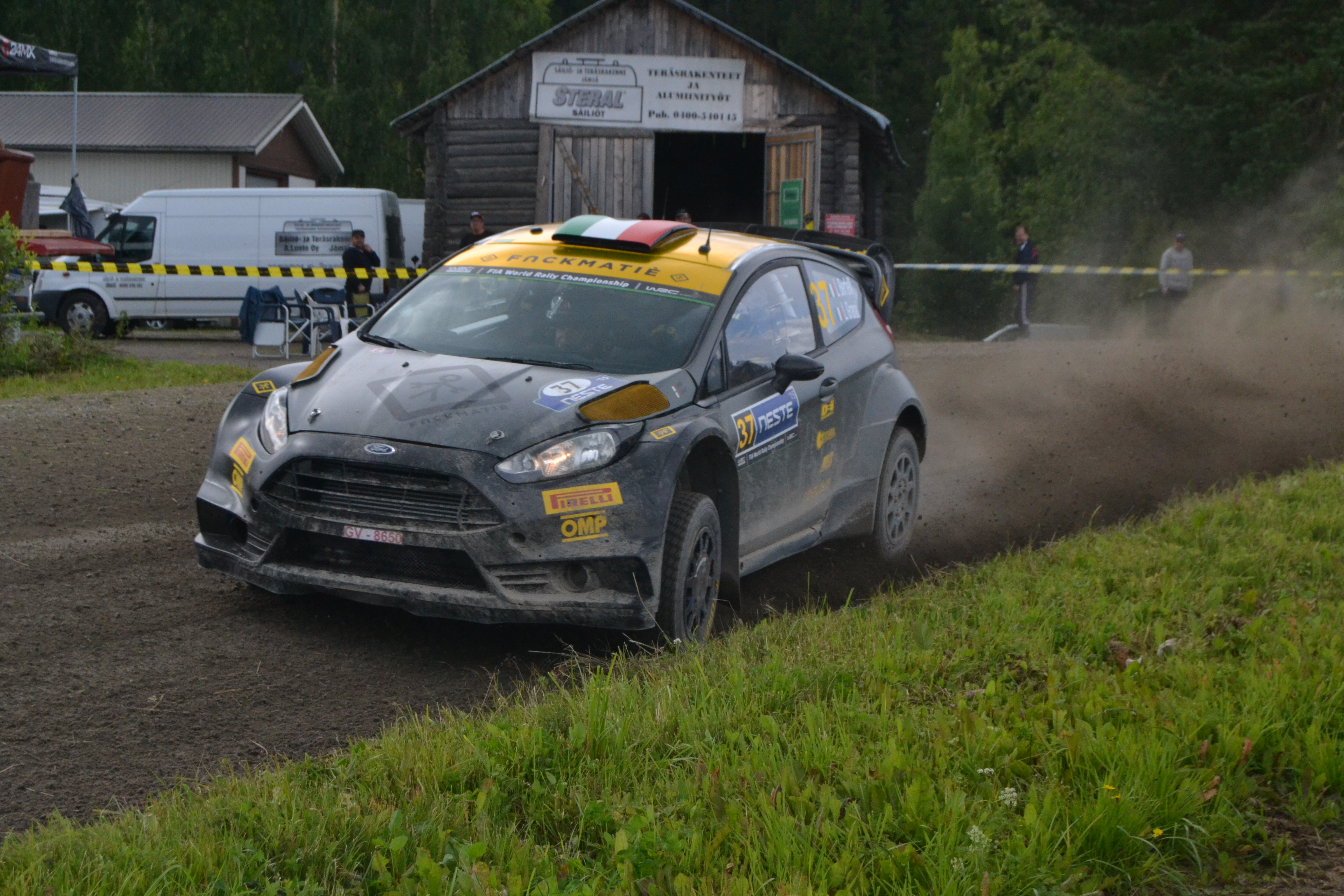
Lorenzo Bertelli au Rallye de Finlande 2015

Bertelli commence sa carrière de pilote en 2010 sur le rallye des 1000 Miles. En 2013 il est inscrit au championnat WRC-2 et termine la saison avec 15 points. L'année suivante, avec son compatriote Mitia Dotta comme copilote, il obtient son premier top 10 en WRC et première place en WRC-2 au rallye de Sardaigne. Il termine la saison à la troisième place du championnat WRC-2 avec 111 points.
L'année 2015, marque une nouvelle étape avec l'inscription de son équipe FWRT s.r.l. (it) au championnat constructeur. Malgré cela, il doit attendre la Finlande pour inscrire son premier point au championnat. Il termine la saison avec une 10e place au rallye de Grande-Bretagne et donc 2 points au championnat. 
Il revient en 2016 avec un nouveau copilote, Simone Scattolin, mais inscrit seulement au championnat pilote, son écurie F.W.R.T. n'étant pas au championnat constructeur. Après un abandon au rallye Monte-Carlo, il se hisse à la 8e place au rallye du Mexique.
Il n'entame la saison 2017 qu'au Rallye du Mexique au volant d'une Ford M-Sport. WRC.

## Palmarès

### Autre Victoire
| # | Saison | Rallye                   | Pays   | Copilote         | Voiture            |
| - | ------ | ------------------------ | ------ | ---------------- | ------------------ |
| 1 | 2017   | Tuscan Rewind - TER 2017 | Italie | Simone Scattolin | Ford Fiesta RS WRC |

## Résultats en WRC

### WRC
| Saison | Rallye | Rallye | Rallye | Rallye | Rallye | Rallye | Rallye | Rallye | Rallye | Rallye | Rallye | Rallye | Rallye | Rallye | Rallye | Points | Classement final |
| ------ | ------ | ------ | ------ | ------ | ------ | ------ | ------ | ------ | ------ | ------ | ------ | ------ | ------ | ------ | ------ | ------ | ---------------- |
| 2011   | SWE    | MEX    | POR    | JOR    | ITA    | ARG    | GRE    | FIN    | GER    | AUS    | FRA    | ESP    | GBR    |        |        | 0      |                  |
| 2011   | -      | -      | -      | -      | 26e    | -      | -      | -      | -      | -      | -      | 26e    | 20e    |        |        | 0      |                  |
|        |        |        |        |        |        |        |        |        |        |        |        |        |        |        |        |        |                  |
| 2012   | MON    | SWE    | MEX    | POR    | ARG    | GRE    | NZL    | FIN    | GER    | GBR    | FRA    | ITA    | ESP    |        |        | 0      |                  |
| 2012   | Ab.    | -      | -      | Ab.    | 23e    | 24e    | Ab.    | -      | -      | 22e    | -      | Ab.    | 29e    |        |        | 0      |                  |
|        |        |        |        |        |        |        |        |        |        |        |        |        |        |        |        |        |                  |
| 2013   | MON    | SWE    | MEX    | POR    | ARG    | GRE    | ITA    | FIN    | GER    | AUS    | FRA    | ESP    | GBR    |        |        | 0      |                  |
| 2013   | Ab.    | 20e    | Ab.    | Ab.    | Ab.    | Ab.    | 12e    | Ab.    | -      | -      | -      | Ab.    | 38e    |        |        | 0      |                  |
|        |        |        |        |        |        |        |        |        |        |        |        |        |        |        |        |        |                  |
| 2014   | MON    | SWE    | MEX    | POR    | ARG    | ITA    | POL    | FIN    | GER    | AUS    | FRA    | ESP    | GBR    |        |        | 2      | 23               |
| 2014   | 12e    | 18e    | 13e    | 30e    | 13e    | 9e     | -      | Ab.    | 50e    | 14e    | -      | Ab.    | 13e    |        |        | 2      | 23               |
|        |        |        |        |        |        |        |        |        |        |        |        |        |        |        |        |        |                  |
| 2015   | MON    | SWE    | MEX    | ARG    | POR    | ITA    | POL    | FIN    | GER    | AUS    | FRA    | ESP    | GBR    |        |        | 2      | 29               |
| 2015   | 68e    | Ab.    | Ab.    | 19e    | Ab.    | Ab.    | 16e    | 10e    | -      | 18e    | Ab.    | Ab.    | 10e    |        |        | 2      | 29               |
|        |        |        |        |        |        |        |        |        |        |        |        |        |        |        |        |        |                  |
| 2016   | MON    | SWE    | MEX    | ARG    | POR    | ITA    | POL    | FIN    | GER    | CHN    | FRA    | ESP    | GBR    | AUS    |        | 5      | 22               |
| 2016   | Ab.    | Ab.    | 8e     | 13e    | -      | Ab.    | 12e    | Ab.    | -      | An.    | 17e    | 11e    | 15e    | 10e    |        | 5      | 22               |
| 2022   | MON    | SWE    | CRO    | POR    | ITA    | KEN    | EST    | FIN    | BEL    | GRE    | NZL    | ESP    | JPN    |        |        | 6      | 25e              |
| 2022   | -      | -      | -      | -      | -      | -      | -      | -      | -      | -      | 7e     | -      | -      |        |        | 6      | 25e              |
| 2023   | MON    | SWE    | MEX    | CRO    | POR    | ITA    | KEN    | EST    | FIN    | GRE    | CHI    | UE     | JPN    |        |        | 0      | NC               |
| 2023   | -      | 14e    | -      | -      | -      | -      | -      | -      | -      | -      | -      | -      | -      |        |        | 0      | NC               |

### WRC-2
| Saison | Rallye | Rallye | Rallye | Rallye | Rallye | Rallye | Rallye | Rallye | Rallye | Rallye | Rallye | Rallye | Rallye | Rallye | Rallye | Points | Classement final |
| ------ | ------ | ------ | ------ | ------ | ------ | ------ | ------ | ------ | ------ | ------ | ------ | ------ | ------ | ------ | ------ | ------ | ---------------- |
| 2013   | MON    | SWE    | MEX    | POR    | ARG    | GRE    | ITA    | FIN    | GER    | AUS    | FRA    | ESP    | GBR    |        |        | 15     | 21e              |
| 2013   | Ab.    |        | Ab.    | Ab.    | Ab.    | Ab.    | 3e     | Ab.    | -      | -      | -      | Ab.    | 11e    |        |        | 15     | 21e              |
|        |        |        |        |        |        |        |        |        |        |        |        |        |        |        |        |        |                  |
| 2014   | MON    | SWE    | MEX    | POR    | ARG    | ITA    | POL    | FIN    | GER    | AUS    | FRA    | ESP    | GBR    |        |        | 111    | 3e               |
| 2014   | 2e     | 6e     | 2e     | -      | 4e     | 1er    | -      | -      | -      | 4e     | -      | -      | 2e     |        |        | 111    | 3e               |
|        |        |        |        |        |        |        |        |        |        |        |        |        |        |        |        |        |                  |